# Ременезуб Грея
Ременезуб Грея (Mesoplodon grayi) — кит з роду Ременезуб, родини Дзьоборилові. Має маленькі трикутні зубами розташовані далеко від переднього кінця нижньої щелепи. Цих китів знаходять у водах Нової Зеландії, Південної Австралії, Південної Африки, Патагонії, Фолклендських островів. Схоже це не тільки широко розповсюджений, але й стадний вид.